# Observatório Vera C. Rubin
Observatório Vera C. Rubin, anteriormente conhecido como Large Synoptic Survey Telescope (LSST), é um observatório astronômico no Chile. Sua principal tarefa será um levantamento astronômico de todo o céu do hemisfério sul disponível a cada poucas noites, criando um registro de lapso de tempo ao longo de dez anos, o Legacy Survey of Space and Time (também abreviado como LSST). Está localizado no pico El Peñón do Cerro Pachón, uma montanha de 2.682 metros na região de Coquimbo, no norte do Chile, ao lado dos atuais Gemini e Southern Astrophysical Research Telescope. A base do observatório está localizada a cerca de 100 quilômetros de distância da cidade de La Serena. O observatório recebeu o nome de Vera Rubin, uma astrônoma americana que foi pioneira em descobertas sobre taxas de rotação galáctica. É uma iniciativa conjunta da Fundação Nacional de Ciências dos EUA (NSF) e do Escritório de Ciência do Departamento de Energia dos EUA e é operado em conjunto pelo NSF NOIRLab e pelo Laboratório Nacional de Aceleradores SLAC.
O observatório abriga o Telescópio de Pesquisa Simonyi, um telescópio refletor de campo amplo com um espelho primário de 8,4 metros que pode fotografar todo o céu disponível a cada poucas noites. O telescópio usa uma variante do anastigmático de três espelhos, o que permite que o telescópio compacto forneça imagens nítidas em um campo de visão muito amplo de 3,5 graus de diâmetro. As imagens são gravadas por uma câmera de imagem de dispositivo de carga acoplada (CCD) de 3,2 gigapixels, a maior câmera digital já construída.
O observatório foi proposto em 2001 como LSST, e a construção do espelho começou (com fundos privados) em 2007. O LSST tornou-se então o maior projeto terrestre de grande porte com melhor classificação na Pesquisa Decadal de Astrofísica de 2010 e o projeto começou oficialmente a construção em 1º de agosto de 2014, quando a Fundação Nacional de Ciências dos Estados Unidos (NSF) autorizou a parcela do ano fiscal de 2014 (27,5 milhões de dólares) de seu orçamento de construção. O financiamento vem da NSF, do Departamento de Energia dos Estados Unidos e de financiamento privado levantado pela dedicada organização internacional sem fins lucrativos, a LSST Discovery Alliance. As operações estão sob a gestão da Associação de Universidades para Pesquisa em Astronomia (AURA). O custo total da construção foi estimado em cerca de 680 milhões de dólares.
A construção do local começou em 14 de abril de 2015 com a cerimônia de lançamento da primeira pedra. As primeiras observações no céu com a câmera de engenharia ocorreram em 24 de outubro de 2024, enquanto as primeiras imagens de luz do sistema foram divulgadas em 23 de junho de 2025. As operações completas do levantamento foram então previstas para começar no final de 2025, devido a atrasos no cronograma relacionados à pandemia de COVID-19, com os dados tornando-se totalmente públicos após dois anos.
Os primeiros fótons foram detectados em 15 de abril de 2025, aparecendo como anéis antes que o instrumento fosse ajustado para focalizá-los como pontos. As imagens da primeira luz da combinação completa do telescópio e da câmera foram divulgadas em 23 de junho de 2025. Os primeiros teasers foram uma imagem composta das nebulosas Trífida e Laguna e trechos de uma visão de campo amplo das muitas galáxias no aglomerado de Virgem. A imagem do aglomerado foi tirada no início de maio, durante quatro noites. As primeiras imagens mostraram mais de 2 mil novos asteróides. Festas para assistir ao lançamento foram realizadas em seis continentes, já que pessoas de 28 países estiveram envolvidas no comissionamento do instrumento.